# ۳۶۵ (قمری)
۳۶۵ (قمری)، سیصد و شصت و پنجمین سال در گاهشماری هجری قمری است. اول محرم این سال برابر با پانزدهم سپتامبر سال ۹۷۵ میلادی است.

## درگذشتگان
- ۱۱ شوال - منصور یکم سامانی از امرای سامانی

## وابسته
- خلفای فاطمی